# جون تشارنلي
السير جون تشارنلي (بالإنجليزية: Sir John Charnley)‏ ـ (29 أغسطس 1911 ـ 5 أغسطس 1982) هو جراح عظام بريطاني، ورائد جراحة استبدال مفصل الورك التي تعد الآن إحدى أكثر العمليات إجراءً في بريطانيا ومناطق أخرى من العالم. كما كان من أوائل من أوضحوا أهمية انضغاط العظام (بالإنجليزية: bony compression)‏ عند إجراء عملية إيثاق المفصل.

## دراسته الطبية
ولد تشارنلي في بيري بمقاطعة لانكشير الإنجليزية. وفي المدرسة الأولية أظهر تشارنلي تفوقاً ملحوظاً في العلوم مما شجعه على الاتجاه لدراسة الطب، حيث التحق بجامعة فيكتوريا في مانشستر سنة 1929، وحصل على درجة البكالوريوس في الطب والجراحة والبكالوريوس في العلوم (التشريح وعلم وظائف الأعضاء) سنة 1935. وفي العام التالي حصل تشارنلي على زمالة كلية الجراحين الملكية بإنجلترا في سن قياسي (25 عاماً) وهو أقل سن يُسمح بعضويته بالكلية.

## عمله الطبي

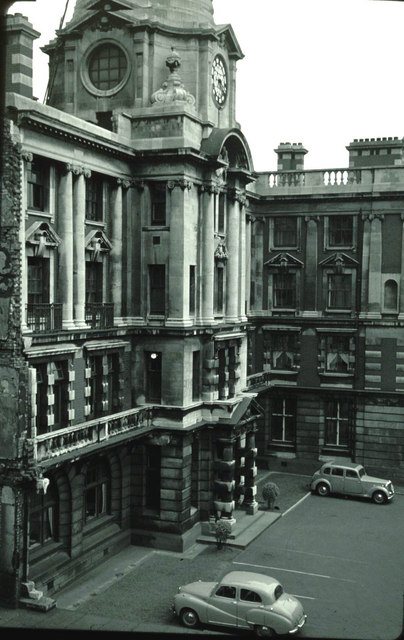
المشفى الملكي بمانشستر سنة 1957

عقب ذلك عمل تشارنلي بوظيفة طبيب مقيم في مستشفى سالفورد الملكي، ثم كلية الملك بلندن، ثم مشفى مانشستر الملكي.

## التحاقه بالجيش
في مايو 1940 تطوع تشارنلي للخدمة العسكرية إبان الحرب العالمية الثانية، فألحق بالفيلق الطبي الملكي برتبة ملازم، ثم رقي إلى رائد (ميجور)، وقد خدم تشارنلي في كل من أيرلندا الشمالية، والشرق الأوسط (حيث عمل بالقاهرة تحت رئاسة جراح العظام بريان توماس)، وفي عملية إخلاء دنكرك.

## عمله بعد الحرب العالمية الثانية
في سنة 1946 عاد تشارنلي إلى مانشستر، وأثناء عمله في مشفى مانشستر الملكي عُين تشارنلي جراحاً عظمياً زائراً بمستشفى بارك (بالإنجليزية: Park Hospital)‏ في ديفيهولم (بالإنجليزية: Davyhulme)‏، وفي سنة 1949 عين بنفس الوظيفة في مستشفى رايتنغتون قرب مدينة ويغان.
وفي سنة 1958 قرر تشارنلي أن يكرس جهوده لتطوير جراحة استبدال مفصل الورك، ثم نقل مقر عمله وأبحاثه كليةً إلى مستشفى رايتنغتون.

## المفصل الصناعي
يرجع إلى تشارنلي الفضل في تصميم واستخدام أول مفصل ورك اصطناعي في التاريخ، وكان يتكون من جذع من الفولاذ غير القابل للصدأ، ورأس قطره 22 ملليمتراً في تجويف من البوليمرات، ويتم تثبيت الجزئين أثناء العملية باستخدام أسمنت العظام PMMA cement

## مؤلفاته
كان لكتاب تشارنلي الشهير عن العلاج التحفظي للكسور (The Closed Treatment of Common Fractures، والذي نشر في طبعته الأولى سنة 1950) تأثير كبير على أجيال متعاقبة من جراحي العظام.

## زواجه
في سنة 1957 تزوج تشارنلي من جيل هيفر (الليدي تشارنلي فيما بعد)، وقد رزقا بطفلين هما تريسترام وهنرييتا.

## تكريمه
حصل تشارنلي على لقب سير (فارس) سنة 1977.

## وصلات خارجية
- جون تشارنلي على موقع إن إن دي بي (الإنجليزية)

Professor Sir John Charnley (1911–1982)